# Запорожская политехника
Национальный университет «Запорожская политехника» (укр. Національний університет «Запорізька політехніка») — ведущий вуз Запорожья, старейший университет региона, основанный в 1900 году.

## История
Вуз ведёт свою историю с 1900 года, когда в уездном городе Александровск (с 1921 года — г. Запорожье) было открыто среднее семиклассное механико-техническое училище — первое на Украине среднее учебное заведение готовившее техников-механиков для промышленных предприятий.

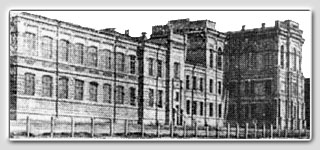
Главный корпус университета, 1924 год

В 1920 году Александровское училище было преобразовано в индустриальный техникум с правами высшего учебного заведения, где подготавливались инженеры-механики для сельхозмашиностроения и инженеры машиностроения. Немало выпускников техникума стали известными специалистами промышленности, государственными деятелями.
В 1930 году Запорожский индустриальный техникум был реорганизован в институт сельскохозяйственного машиностроения. В дальнейшем он неоднократно менял своё название и профиль.
Вуз был в 1941 году эвакуирован в Барнаул, дав начало Алтайскому государственному техническому университету.
Главный корпус был кардинально перестроен в 1949 году
В 1980 году за большую работу по подготовке кадров для народного хозяйства институт был награждён орденом «Знак почёта».
В 1994 году Запорожский машиностроительный институт стал Запорожским государственным техническим университетом.
В 2000 году ЗГТУ отметил 100-летие своего существования, а в 2001 году ЗГТУ был придан статус национального. В 2019 году вуз был переименован в «Национальный университет „Запорожская политехника“».
За время существования вуза было подготовлено более 67 тысяч специалистов, среди которых приблизительно 1000 — для стран Азии, Африки, Европы, Латинской Америки. По состоянию на начало 2000-х в университете обучалось 10,8 тысяч студентов — наибольшее количество за всю историю высшего учебного заведения. Подготовка профессионалов проводилась по 38 специальностям. Ученые университета выполняют большой объём научно-исследовательских работ, укрепляют международные связи с учебными заведениями дальнего и ближнего зарубежья.

## Современное состояние

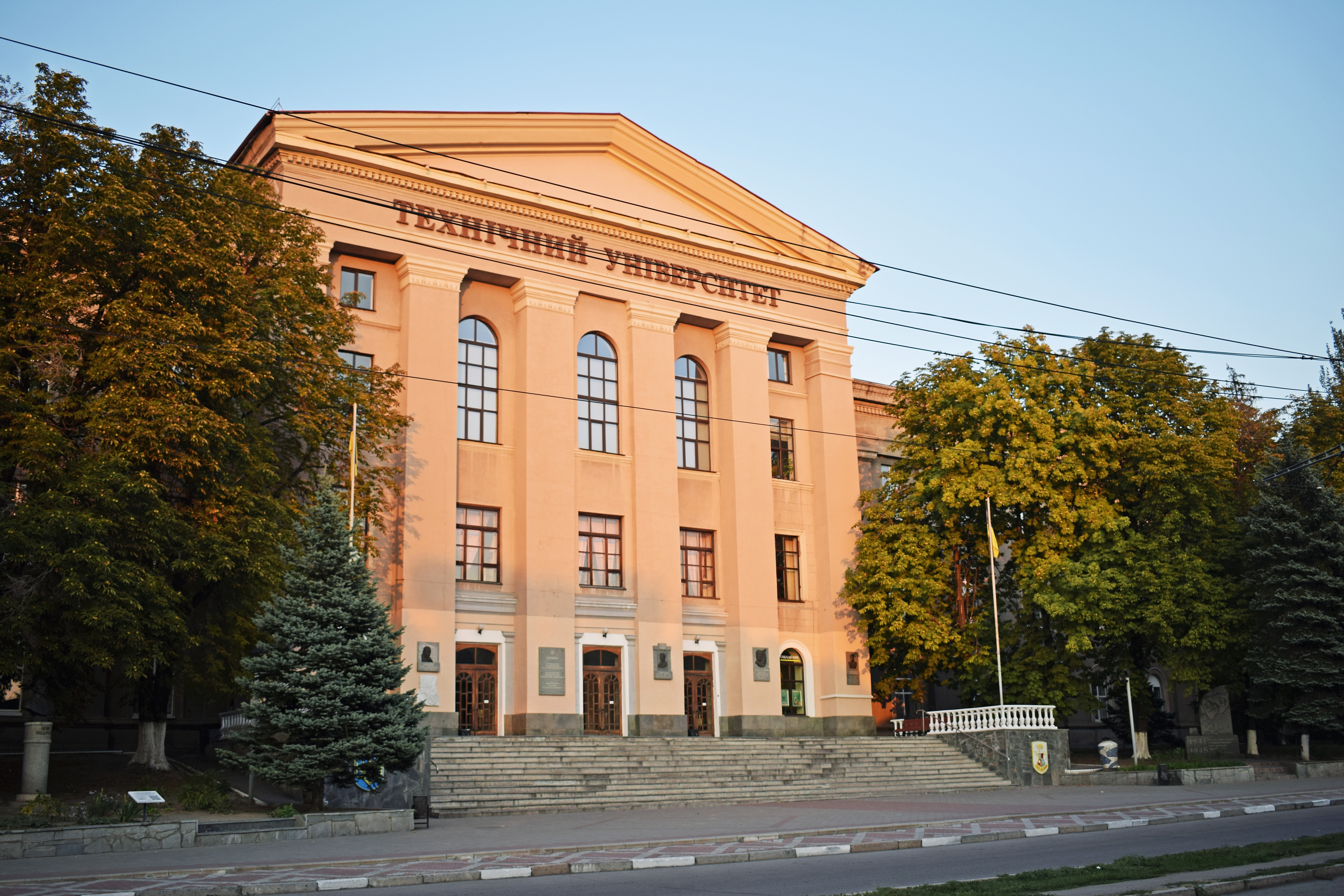
Главный корпус университета

| - Машиностроительный институт - Машиностроительный факультет - Транспортный факультет - Физико-технический институт - Инженерно-физический факультет - Электротехнический факультет - Факультет строительства и архитектуры - Институт информатики и радиоэлектроники - Факультет радиоэлектроники и телекоммуникаций - Факультет компьютерных наук и технологий | - Экономико-гуманитарный институт - Факультет экономики и управления - Гуманитарный факультет - Институт управления и права - Факультет управления физической культурой и спортом - Факультет международного туризма и экономики - Юридический факультет - Факультет социальных наук - Центр доуниверситетской подготовки - Запорожский региональный центр политехнического образования - Кафедра военной подготовки - Обучающий центр «Образование для бизнеса и карьеры» |

Университет готовит специалистов на дневной и дистанционной (заочной) формах обучения. Также при университете работает Запорожский электротехнический колледж, Запорожский колледж радиоэлектроники, Запорожский гуманитарный колледж.
Из 43 кафедр университета на 21 выпускаются специалисты по 31 специальности машиностроительного, металлургического,
радио- и электротехнического, экономического и компьютерного профилей. Имеется также военная кафедра, где осуществляется подготовка офицеров запаса одновременно с обучением на дневной форме.

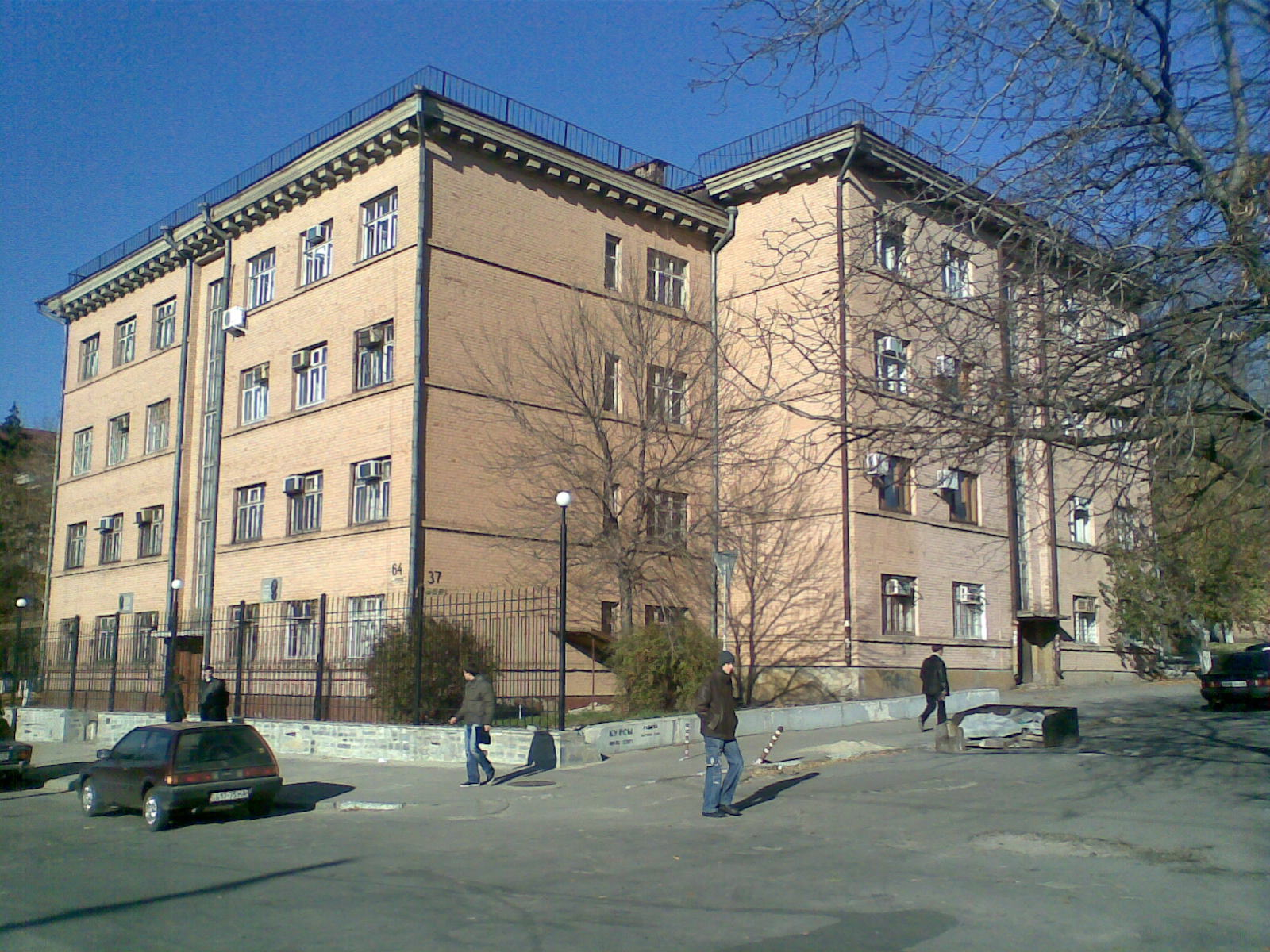
Админчасть 1-го корпуса на пересечении улиц Тургенева и Жуковского

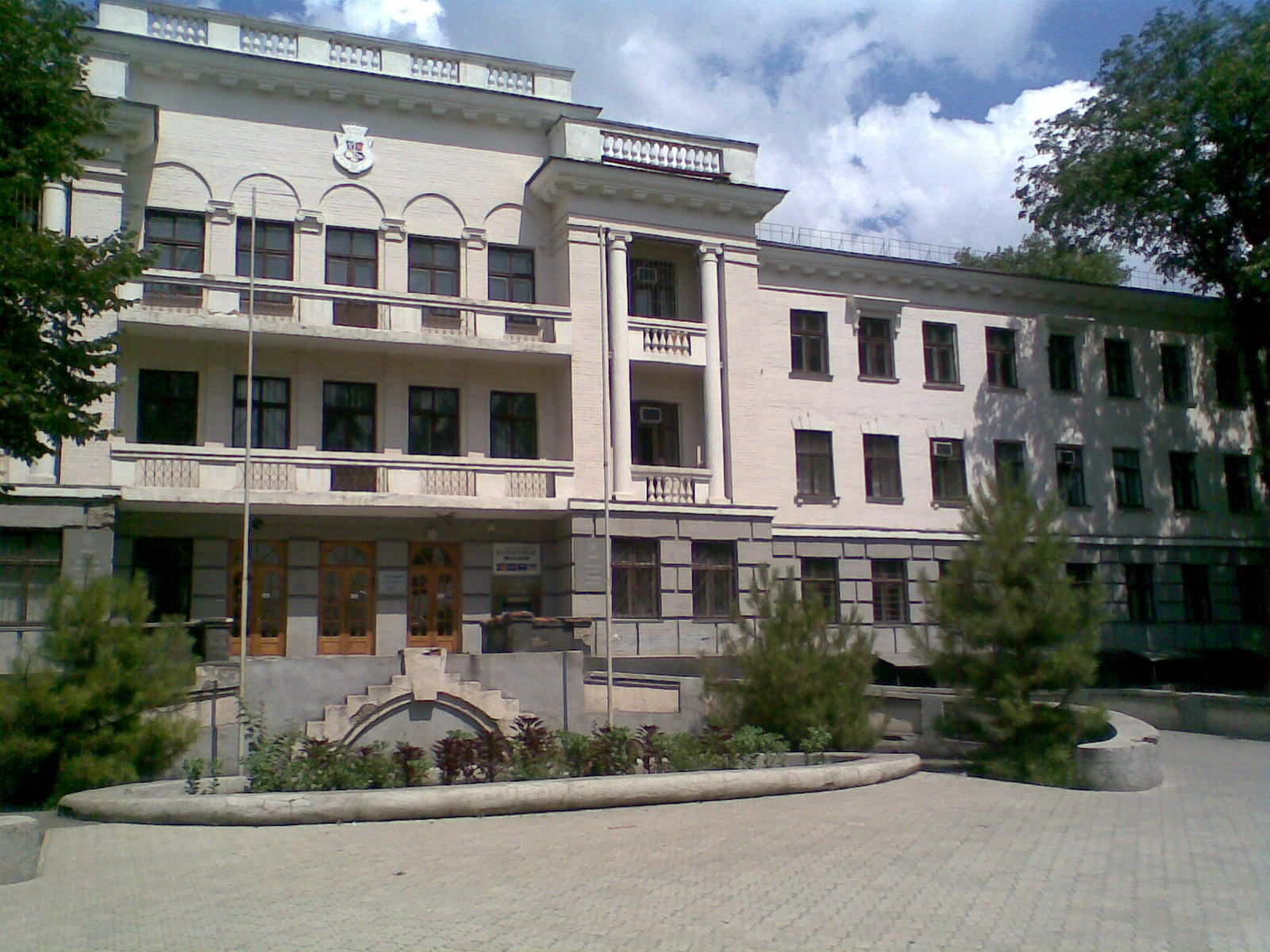
2-й корпус, ул. Гоголя, 64

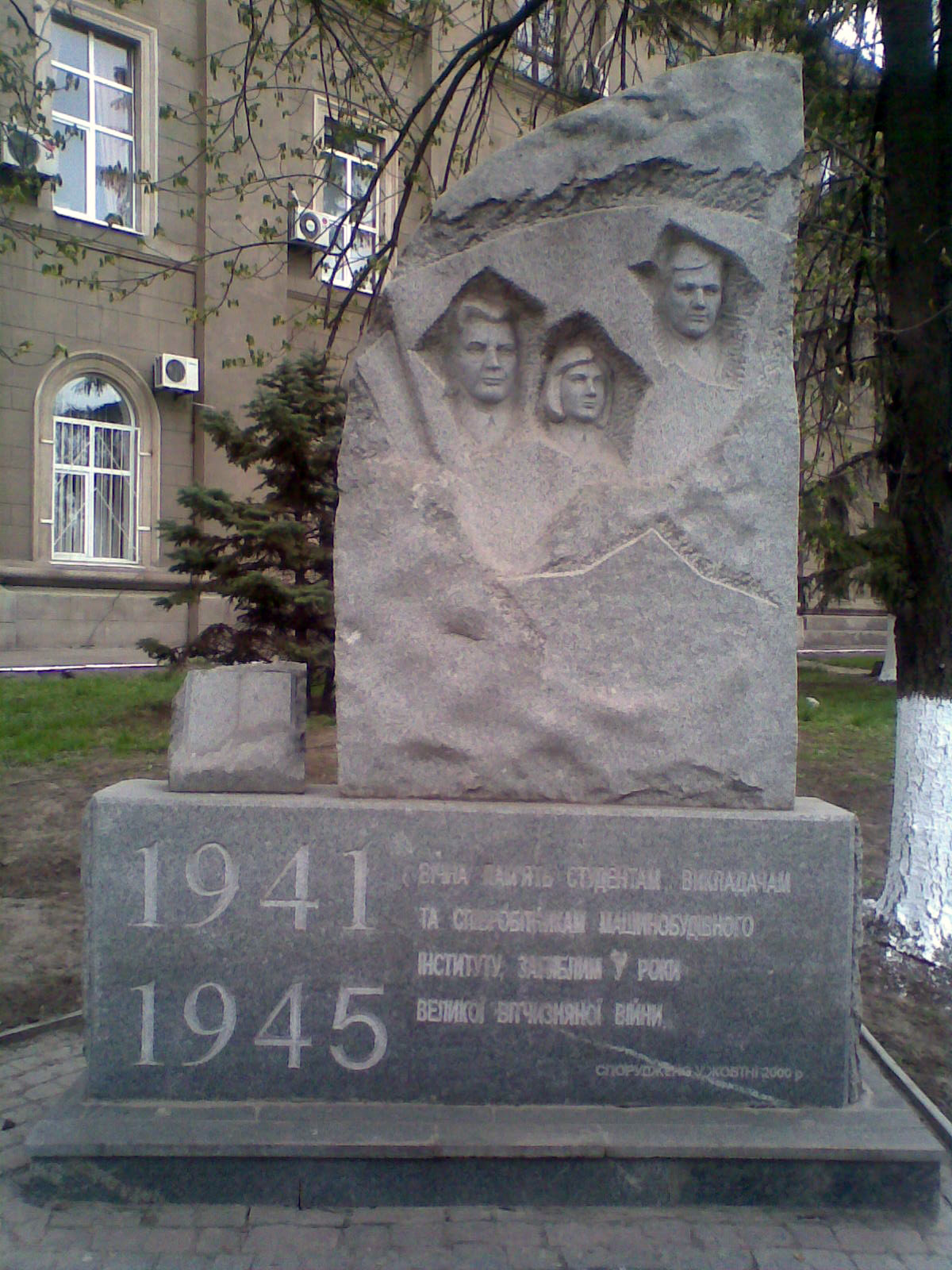
Памятник студентам, преподавателям и сотрудникам, погибшим в годы Второй мировой войны

### Студенты
В университете обучается одновременно свыше 9 тысяч студентов, в том числе 5,8 тысяч на дневной форме.

### Преподаватели
Учебный процесс ведут 670 преподавателей, из которых 460 имеют научные степени и учёные звания, в том числе 47 профессоров, докторов наук, 24 действительных члена и член-корреспондента Национальной и отраслевых академий Украины, 11 заслуженных деятелей науки и техники, заслуженных работников образования, лауреатов Государственных премий.

### Руководство
Возглавляет технический университет кандидат технических наук Виктор Леонидович Грешта.

### Инфраструктура
Вуз имеет 9 учебно-лабораторных корпусов, 4 студенческих общежития на 2300 мест, в том числе — одно семейное; библиотеку с книжным фондом свыше 800 тысяч экземпляров научно-технической литературы; типографию, оборудованную компьютерным издательским комплексом, современным копировально-множительным оснащением. К услугам преподавателей, студентов и сотрудников — 2 спортивно-оздоровительных лагеря («Сосновый бор» на берегу Днепра и «Алтагир» на Азовском побережье); медицинский центр здоровья, санаторий-профилакторий на 115 мест, спортивный комплекс, комбинат общественного питания.

### Международные связи
Технический университет известен за границей, так как он поддерживает деловые, научные и культурные связи с учебными заведениями Франции, Германии, Австрии, Болгарии, Польши, готовит специалистов (магистров) для стран Азии, Африки,
Латинской Америки.
С 2007 года в ЗНТУ функционирует ячейка международной организации BEST (Board of European Students of Technology — Совет студентов технических университетов Европы), имеющая название LBG Zaporizhzhya.

## Награды и репутация
За последние годы проводилось несколько рейтингов высших учебных заведений как работодателями, так и на общенациональном уровне. В таких рейтингах, как правило, принимают участие лучшие высшие учебные заведения. Интегрированная по рейтингам оценка Запорожского национального технического университета выше средней по Украине. Университет является ведущим высшим учебным заведением на Юго-Востоке Украины. Имеет наивысший, IV уровень аккредитации. Готовит высококвалифицированные кадры по 51 специальности технических, компьютерных, экономических и гуманитарных направлений.